# Hieracium humile
Épervière humble, Épervière peu élevée
Espèce
L'Épervière humble ou Épervière peu élevée (Hieracium humile) est une espèce de plante à fleurs du genre des Épervières et de la famille des Astéracées.
C'est une plante herbacée vivace.

## Répartition
Europe.

## Statut de protection
En France, l'espèce est protégée en Alsace.
Elle est aussi protégée sur l'ensemble du territoire algérien.